# 558
558 foi um ano comum do século VI que teve início e terminou a uma terça-feira, segundo o Calendário Juliano. a sua letra dominical foi F
| Ano completo                       |
| ---------------------------------- |
| Ano comum com início à terça-feira |

## Eventos
- O Mosteiro de Dume, junto à cidade portuguesa de Braga, é elevado à dignidade episcopal.